# باولو تيليس
باولو تيليس (30 مارس 1993 بفونشال في البرتغال - ) هو لاعب كرة قدم برتغالي في مركز الوسط. لعب مع ديبورتيفو فابريل وديبورتيفو لاكورونيا ونادي غيخيليو ونادي كومبوستيلا ونادي لوكوموتيف بلوفديف.

## روابط خارجية
- باولو تيليس على موقع قاعدة بيانات كرة القدم.إي يو (الإنجليزية)
- باولو تيليس على موقع Soccerway.com (الإنجليزية)